# Stone Sour (album)
Stone Sour er hard rockbandet Stone Sours debutalbum som udkom 27. august 2002 ca. 10 år efter bandet blev stiftet. Den indeholder tre singler som fik meget stor popularitet. To af numrene "Get Inside" & "Inhale" fik en Grammy Award og har fået tildelt Gold af RIAA for albumsalg over 500.000. 
Specieludgaven indeholder fem b-sides af Stone Sour: Rules of Evidence", "The Wicked", "Inside the Cynic", "Kill Everybody", og "Road Hogs." DVDen indeholder også musikvideo til alle tre singler fra albummet. 

## Numre
1. "Get Inside" – 3:13
2. "Orchids" – 4:24
3. "Cold Reader" – 3:41
4. "Blotter" – 4:02
5. "Choose" – 4:17
6. "Monolith" – 3:45
7. "Inhale" – 4:25
8. "Bother" – 4:00
9. "Blue Study" – 4:37
10. "Take a Number" – 3:42
11. "Idle Hands" – 3:56
12. "Tumult" – 4:03
13. "Omega" – 2:56

### Specieludgavens bonusnumre
1. "Rules of Evidence" – 3:44
2. "The Wicked" – 4:55
3. "Inside the Cynic" – 3:24
4. "Kill Everybody" – 3:26
5. "Road Hogs" – 3:53

## Musikere
- Corey Taylor – Vokal, Producer ("Bother")
- James Root – Guitar
- Shawn Economaki – Bas
- Joel Ekman – Trommer
- Sid Wilson – Turntables ("Orchids", "Cold Reader", "Monolith")

## Placeringer på hitlister
Album
| År   | Hitliste          | Placering |
| ---- | ----------------- | --------- |
| 2002 | The Billboard 200 | 46        |
| 2002 | UK Album Charts   | 41        |

Singles
| År   | Single   | Hitliste               | Placering |
| ---- | -------- | ---------------------- | --------- |
| 2002 | "Bother" | Adult Top 40           | 27        |
| 2002 | "Bother" | Mainstream Rock Tracks | 2         |
| 2002 | "Bother" | Mainstream Rock Tracks | 5         |
| 2002 | "Bother" | Modern Rock Tracks     | 4         |
| 2002 | "Bother" | Modern Rock Tracks     | 7         |
| 2002 | "Bother" | The Billboard Hot 100  | 56        |
| 2002 | "Bother" | UK Singles Chart       | 28        |
| 2003 | "Inhale" | Mainstream Rock Tracks | 18        |